# Numero di Gödel
In logica matematica, una numerazione di Gödel è una funzione che assegna a ciascuna produzione di un linguaggio formale un unico numero naturale chiamato numero di Gödel. Il concetto fu ideato da Kurt Gödel nel suo teorema di incompletezza.

## Utilizzo in crittografia
La cifratura secondo il metodo di Godel si basa sulla fattorizzazione secondo il seguente principio:
{\displaystyle Messaggio=(P_{1}^{Pos_{1}})(P_{2}^{Pos_{2}})(P_{3}^{Pos_{3}})...(P_{n}^{Pos_{n}})}
Dove {\displaystyle P_{n}} è il numero primo successivo a {\displaystyle P_{n-1}} e {\displaystyle Pos_{n}} è la posizione dell'{\displaystyle n}-esima lettera nell'alfabeto preso in considerazione.
Ad esempio:
{\displaystyle ABA=(2^{1})*(3^{2})*(5^{1})=2*9*5=90}
Per decrittare basta eseguire la scomposizione in fattori primi del numero ottenuto; gli esponenti indicano la posizione della lettera nell'alfabeto.
{\displaystyle 90=2^{1}*3^{2}*5^{1}}
Gli esponenti sono 1, 2 e 1; il messaggio è quindi A, B, A.
Il punto debole di questo algoritmo è la facilità di decrittatura: basta scomporre in fattori primi.
Per aggirare il problema si può combinare una sostituzione polialfabetica per renderlo molto sicuro.
Lo svantaggio è che si deve lavorare su numeri molto grandi.
Esempio:
{\displaystyle CIAO=3.7*10^{18}}
Un modo per risolvere quest'ultimo problema è dividere la stringa in tanti pezzi così da avere numeri più maneggevoli.
Per esempio:
CIAO = CI-AO
{\displaystyle CI=(2^{3})*(3^{9})=8*19683=157464}
{\displaystyle AO=(2^{1})*(3^{15})=2*14348907=28697814}
{\displaystyle CIAO=157464.28697814}
Usando questo metodo si può combinare una doppia cifratura polialfabetica o monoalfabetica:
una prima della gödelizzazione, un'altra dopo (usando come chiave i numeri ottenuti o sostituendo il numero con la posizione della lettera nell'alfabeto).
Esempio:
CIAO = 157464.28697814
| Posizione         | 1 | 2 | 3 | 4 | 5 | 6 | 7 | 8 | 9 | 10 | 11 | 12 | 13 | 14 | 15 | 16 | 17 | 18 | 19 | 20 | 21 | 22 | 23 | 24 | 25 | 26 |
| Alfabeto cifrante | M | N | O | P | Q | R | S | T | U | V  | W  | X  | Y  | Z  | A  | B  | C  | D  | E  | F  | G  | H  | I  | J  | K  | L  |

MESSAGGIO CIFRATO = MQSPRP.NTRUSTMP